# Giovanni Alberto I di Meclemburgo-Schwerin
Giovanni Alberto I di Meclemburgo-Schwerin (Güstrow, 23 dicembre 1525 – Schwerin, 12 febbraio 1576) fu duca di Meclemburgo-Güstrow dal 1547 fino alla sua morte, e anche duca di Meclemburgo-Schwerin.

## Biografia
Giovanni Alberto era figlio di Alberto VII e della moglie Anna di Brandeburgo.
Alla morte del padre, nel 1547, gli succedette nel governo del ducato di Güstrow, insieme ai fratelli Ulrico e Giorgio. Giorgio morì nella guerra Smalcaldica, mentre, nel 1550, Ulrico divenne il successore del cugino Magnus III morto accidentalmente.
Nel 1551 Giovanni Alberto partecipò alla guerra smalcaldica contro l'imperatore Carlo V. Alla morte dello zio Enrico V, il fratello Ulrico reclamò l'eredita del Meclemburgo-Schwerin. Questo progetto fu però osteggiato dall'imperatore. Si scatenò quindi una lotta per la successione, che venne risolta solo nel 1555. A Giovanni Alberto venne affidato il Meclemburgo-Schwerin, mentre ad Ulrico venne affidato il Meclemburgo-Güstrow.

## Matrimonio ed eredi
Nel 1555 Giovanni Alberto sposò Anna Sofia di Prussia, figlia di Alberto I di Prussia. Da questo matrimonio nacquero tre figli:
- Alberto (1556-1561);
- Giovanni (1558-1592);
- Sigismondo Augusto (1560-1600).

## Ascendenza
|                                            |                           |                                | Genitori                          |  |  | Nonni |  |  | Bisnonni                          |  |  | Trisnonni                           |  |
|                                            |                           |                                |                                   |  |  |       |  |  | Enrico IV di Meclemburgo-Schwerin |  |  | Giovanni IV di Meclemburgo-Schwerin |  |
|                                            |                           |                                |                                   |  |  |       |  |  | Enrico IV di Meclemburgo-Schwerin |  |  | Giovanni IV di Meclemburgo-Schwerin |  |
|                                            |                           | Caterina di Sassonia-Lauenburg |                                   |  |  |       |  |  | Enrico IV di Meclemburgo-Schwerin |  |  |                                     |  |
| Magnus II di Meclemburgo-Schwerin          |                           |                                |                                   |  |  |       |  |  | Enrico IV di Meclemburgo-Schwerin |  |  |                                     |  |
|                                            |                           | Dorotea di Brandeburgo         | Federico I di Brandeburgo         |  |  |       |  |  |                                   |  |  |                                     |  |
|                                            |                           | Dorotea di Brandeburgo         | Federico I di Brandeburgo         |  |  |       |  |  |                                   |  |  |                                     |  |
|                                            |                           | Dorotea di Brandeburgo         | Elisabetta di Baviera-Landshut    |  |  |       |  |  |                                   |  |  |                                     |  |
| Alberto VII di Meclemburgo-Güstrow         |                           | Dorotea di Brandeburgo         |                                   |  |  |       |  |  |                                   |  |  |                                     |  |
|                                            |                           | Eric II di Pomerania-Wolgast   | Vartislao IX di Pomerania-Wolgast |  |  |       |  |  |                                   |  |  |                                     |  |
|                                            |                           | Eric II di Pomerania-Wolgast   | Vartislao IX di Pomerania-Wolgast |  |  |       |  |  |                                   |  |  |                                     |  |
|                                            |                           | Eric II di Pomerania-Wolgast   | Sofia di Sassonia-Lauenburg       |  |  |       |  |  |                                   |  |  |                                     |  |
| Sofia di Pomerania-Wolgast                 |                           | Eric II di Pomerania-Wolgast   |                                   |  |  |       |  |  |                                   |  |  |                                     |  |
|                                            |                           | Sofia di Pomerania-Stolp       | Boghislao IX di Pomerania-Stolp   |  |  |       |  |  |                                   |  |  |                                     |  |
|                                            |                           | Sofia di Pomerania-Stolp       | Boghislao IX di Pomerania-Stolp   |  |  |       |  |  |                                   |  |  |                                     |  |
|                                            |                           | Sofia di Pomerania-Stolp       | Maria di Masovia                  |  |  |       |  |  |                                   |  |  |                                     |  |
| Giovanni Alberto I di Meclemburgo-Schwerin |                           | Sofia di Pomerania-Stolp       |                                   |  |  |       |  |  |                                   |  |  |                                     |  |
|                                            | Giovanni I di Brandeburgo | Alberto III di Brandeburgo     |                                   |  |  |       |  |  |                                   |  |  |                                     |  |
|                                            | Giovanni I di Brandeburgo | Alberto III di Brandeburgo     |                                   |  |  |       |  |  |                                   |  |  |                                     |  |
|                                            | Giovanni I di Brandeburgo | Margherita di Baden            |                                   |  |  |       |  |  |                                   |  |  |                                     |  |
| Gioacchino I di Brandeburgo                | Giovanni I di Brandeburgo |                                |                                   |  |  |       |  |  |                                   |  |  |                                     |  |
|                                            |                           | Margherita di Sassonia         | Guglielmo III di Sassonia         |  |  |       |  |  |                                   |  |  |                                     |  |
|                                            |                           | Margherita di Sassonia         | Guglielmo III di Sassonia         |  |  |       |  |  |                                   |  |  |                                     |  |
|                                            |                           | Margherita di Sassonia         | Anna d'Asburgo                    |  |  |       |  |  |                                   |  |  |                                     |  |
| Anna di Brandeburgo                        |                           | Margherita di Sassonia         |                                   |  |  |       |  |  |                                   |  |  |                                     |  |
|                                            |                           | Giovanni di Danimarca          | Cristiano I di Danimarca          |  |  |       |  |  |                                   |  |  |                                     |  |
|                                            |                           | Giovanni di Danimarca          | Cristiano I di Danimarca          |  |  |       |  |  |                                   |  |  |                                     |  |
|                                            |                           | Giovanni di Danimarca          | Dorotea di Brandeburgo            |  |  |       |  |  |                                   |  |  |                                     |  |
| Elisabetta di Danimarca                    |                           | Giovanni di Danimarca          |                                   |  |  |       |  |  |                                   |  |  |                                     |  |
|                                            |                           | Cristina di Sassonia           | Ernesto di Sassonia               |  |  |       |  |  |                                   |  |  |                                     |  |
|                                            |                           | Cristina di Sassonia           | Ernesto di Sassonia               |  |  |       |  |  |                                   |  |  |                                     |  |
|                                            |                           | Cristina di Sassonia           | Elisabetta di Baviera             |  |  |       |  |  |                                   |  |  |                                     |  |
|                                            |                           | Cristina di Sassonia           |                                   |  |  |       |  |  |                                   |  |  |                                     |  |